# Ichuveyem

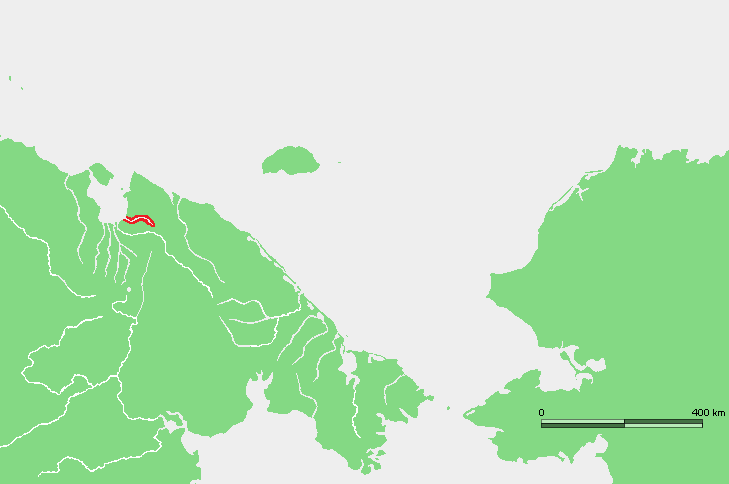
Vị trí dòng chảy sông Ichuveyem

Ichuveyem (tiếng Nga: Ичувеем) là một sông tại khu tự trị Chukotka tại Viễn Đông Nga. Sông chảy theo hướng tây qua các vùng lãnh nguyên Siberi và đổ vào biển Đông Siberia tại vịnh Chaunskaya. Cả sông là một vùng đất thấp và đầm lầy và nằm ở phía đông bắc của cửa sông Palyavaam.